# Астраханские походы
Астраханские походы 1554 и 1556 годов — две военные операции русский войск, направленных на покорение Астрахани, в результате чего Астраханское ханство окончательно вошло в состав Русского государства.

## Предыстория
В начале 1552 года, хан Ямгурчей пытался убедить Ивана Грозного в дружбе и желании развивать торговые отношения, но прибывший в Астрахань (Хаджи-Тархан) посол из Москвы Севастьян Авраамов был арестован и сослан на один из островов Каспийского моря. Летописец отметил, что этот поступок вызвал гнев у Ивана Грозного, который решил послать на него рать: “за свою обиду и срамоту….”.
В октябре 1553 года в Москву прибыло ногайское посольство, где бий Ногайской Орды — Исмаил предложил Ивану Грозному свою помощь в завоевании Астраханского ханства. Обсуждение “астраханского дела” о судьбе Астрахани на самом высоком государственном уровне свидетельствовало о стремлении России утвердить своё влияние на Астраханское ханство.
В январе 1554 года Алексей Фёдорович Адашев и Иван Михайлович Висковатый заключили с Темиром, послом Исмаила, договор, по которому русские войска должны были изгнать из Астрахани крымского ставленника, хана Ямгурчи, и посадить на астраханский престол изгнанного в 1539 году хана Дервиш-Али. Сам Исмаил признал власть Ивана Грозного и обязался выступить против своего брата, прокрымски настроенного бия Юсуфа. Немаловажно, что после взятия Казани в 1552 году Астраханское ханство, наряду с Крымским ханством, продолжало представлять собой угрозу южным границам Русского государства. Также московское правительство было заинтересовано в овладении Волжским торговым путём.

## Первый поход
Весной 1554 года было принято решение и организован первый военный поход.
В мае, русское войско (порядка 30 тысяч человек), во главе с князем Юрием Ивановичем Пронским-Шемякиным, постельничим Игнатием Вешняковым и ханом Дервиш-Али спустились на судах до Нижнего Новгорода. Кроме того отдельно выступил отряд казаков под началом Даниила Григорьевича Чулкова (численность неизвестна).
27 июня возле Чёрного Яра произошло первое столкновение. Передовые отряды астраханцев были наголову разбиты русскими войскам. Пленные показали, что ставка хана Ямгурчея находится в 5 километрах ниже Астрахани, в одном из рукавов дельты Волги (на Царёвой протоке), а сам гарнизон в Астраханском кремле незначителен.
29 июня 1554 года русское войско достигло переволоки между реками Волга и Дон, где 01 июля они должны были встретиться с ногайской конницей Исмаила, но её там не оказалось.
Имея эти сведения, часть русских войск блокировала хана в дельте реки, а вторая часть 2 июля без боя заняла Астрахань. Хан Ямгурчи бежал к Азову, бросив жён, гарем и детей. Часть астраханцев, в результате преследования русскими войсками была перебита, а часть взята в плен.
На астраханский престол был посажен хан Дервиш-Али, с которым 9 июля был подписан Астраханский мир.

## Второй поход
Столкнувшись с угрозой крымского нашествия, хан Дервиш-Али стал склоняться к союзу с Крымским ханством и пригласил оттуда в калги крымского царевича. Появилась опасность астраханско-крымской коалиции.
В 1555 году произошёл конфликт между астраханцами и русским отрядом, оставленным в городе. Русское правительство приняло решение вновь послать к Астрахани войско.
Весной 1556 года был организован второй поход. В августе русское войско, которое вышло отдельными полкам с мест своих дислокаций (как пешие, так и на судах), во главе со стрелецкими головами: И.С. Черемисовым, Т. Тетериным (численность около 1.000 человек), Писемским, казацкими атаманами М. Колупаевым и Ляпуном Филимоновым (численность не известна), вышли в поход, чтобы соединиться под Астраханью. Первыми к городу подошли волжские казаки Л. Филимонова и неожиданно 26 августа напали на город, в котором местный гарнизон не успел даже запереться. Подоспевшие стрельцы и казаки без труда его заняли и стали продвигаться к дельте р. Волга, куда бежал хан Дервиш-Али, разбивший в недоступных плавнях свою ставку. Ночью, окружив лагерь татар, русские войска напали и разбили их на голову, вызвав панику. Утром русское войско ушло к Астрахани. Дервиш-Али собрав остатки своего войска напал на русское войско нанеся им сильный урон. Тем не менее ситуация сложилась не в пользу астраханцев, лишённых укрытия в крепости и избравших для пребывания ненадёжные плавни. В результате ещё двух-трёх столкновений хан бежал в Азов, а затем в Мекку. Последние астраханские ханы, имевшие право на престол, нашли убежище в Бухаре. Оставшиеся жители Астрахани присягнули на верность Русскому государству, которое гарантировало спокойное кочевье и выгодную торговлю.
Астраханское ханство было окончательно присоединено к Русскому государству. Быстрая и относительно “бескровная” (по сравнению с Казанским ханством) ликвидация независимости ханства явилось крупным внешнеполитическим успехом России, и привела к ускорению темпов развала остатков Золотой Орды.